# 波号第二百五潜水艦
波号第二百五潜水艦（はごうだいにひゃくごせんすいかん）は、日本海軍の潜水艦。波二百一型潜水艦の5番艦。太平洋戦争末期に竣工したが外海に出撃することなく、戦後に海没処分された。

## 艦歴
マル戦計画の潜水艦小、第4911号艦型の5番艦、仮称艦名第4915号艦として計画。1945年4月17日、佐世保海軍工廠で起工。
5月1日、波号第二百五潜水艦と命名されて波二百一型潜水艦の5番艦に定められ、本籍を佐世保鎮守府と仮定。13日、艤装員事務所を佐世保海軍工廠内に設置し事務を開始。14日進水し、本籍を佐世保鎮守府に定められる。
7月3日竣工し、艤装員事務所を撤去。20日、第六艦隊隷下に新編された第五十二潜水隊に編入。終戦時は内海西部で訓練中だった。11月30日、海軍省の廃止に伴い除籍。
1946年5月、伊予灘でアメリカ海軍により海没処分された。

## 潜水艦長
艤装員長
1. 武藤敏雄 大尉：1945年5月15日 - 1945年7月3日

潜水艦長
1. 武藤敏雄 大尉：1945年7月3日 - 1945年11月29日